# 环嗪酮
环嗪酮（英語：Hexazinone）是一种广谱除草剂，属于三嗪类，性质为无色固体，可溶于水，易溶于烷烃以外的有机溶剂，由陶氏杜邦生产销售，商品名：Velpar。
环嗪酮会抑制光合作用，因此是一种非选择性除草剂，对一年生杂草、阔叶杂草和木本植物都有作用。
由于其在水中的可溶性，环嗪酮会持久地污染水源。

## 合成
环嗪酮有两种合成方式，一种起始于氯甲酸甲酯与氨基氰的反应：
另一种起始于甲硫脲：